# Domingo Pignatelli y Vagher, Marquês de San Vicente
Domingo Pignatelli y Vagher, Marquês de San Vicente foi Vice-rei de Navarra. Exerceu o vice-reinado de Navarra entre 1699 e 1702. Antes dele o cargo foi exercido por Pedro Álvarez de Vega. Seguiu-se-lhe Luís Francisco Benavides e Aragão, Marquês de Solera.